# Ludvík Vaculík

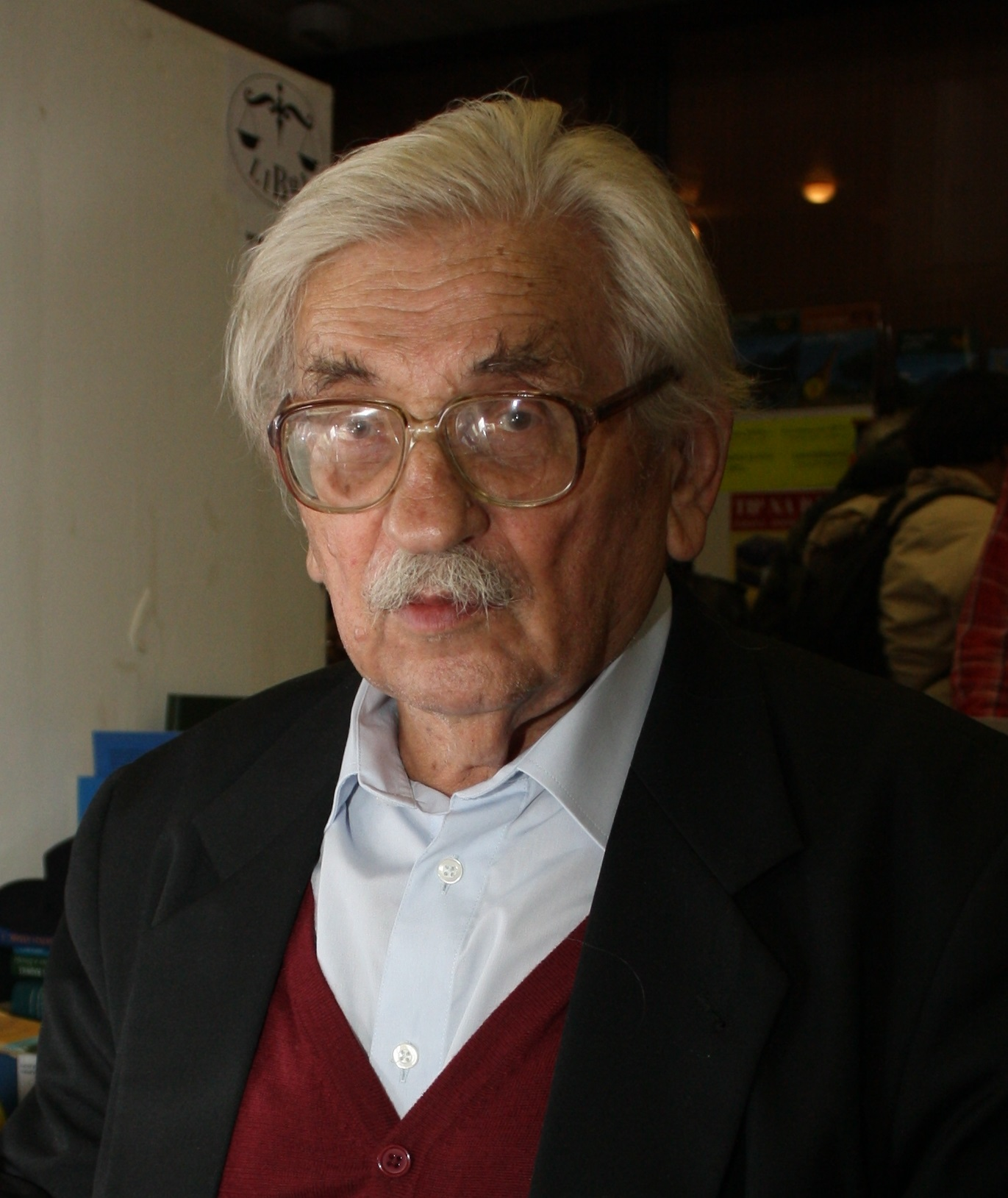
Ludvík Vaculík (2010)

Ludvík Vaculík (* 23. Juli 1926 in Brumov; † 6. Juni 2015 in Prag) war ein tschechischer Schriftsteller.

## Leben
Vaculík wurde von 1942 bis 1943 in der Schuhfabrik Baťa in Zlín zum Schuhmacher ausgebildet und arbeitete dort bis 1946. Von 1946 bis 1951 studierte er an der Prager Hochschule für Politik und Sozialwissenschaften.
Vaculík arbeitete als Erzieher in Lehrlingsheimen, 1953–1957 als Redakteur in der Abteilung für politische Literatur beim kommunistischen Parteiorgan Rudé právo, dann als Redakteur für Jugendsendungen beim Tschechoslowakischen Rundfunk. Schließlich fing er 1965 bei der Zeitschrift Literární noviny an. Der literarische Durchbruch gelang ihm mit der Novelle Das Beil (1966), die neben Milan Kunderas Scherz zu den meistdiskutierten tschechischen Publikationen der zweiten Hälfte der 1960er Jahre gehörte. Auf dem IV. Kongress des tschechoslowakischen Schriftstellerverbandes im Juni 1967 hielt er mit seiner Kritik der gesellschaftlichen Entwicklung in der Tschechoslowakei nicht hinterm Berg. „Bei den im Saal versammelten Schriftstellern rief Vaculíks Rede einen Schock hervor, obwohl sie seine Ansichten mehrheitlich teilten. Er hatte alle Tabus gebrochen, die er und seine Kollegen bislang beachtet hatten, um die wenigen Freiräume ihres Verbandes und ihrer Presse nicht zu gefährden. Seit dem Februar 1948 war die Kommunistischen Partei (KSČ) in der Öffentlichkeit nicht mehr so deutlich kritisiert worden.“ Daraufhin wurde er aus der KSČ ausgeschlossen, der er seit 1945 angehört hatte.
Im Prager Frühling trat er durch das Manifest der 2000 Worte hervor, einer sich an die breite Öffentlichkeit wendenden Analyse totalitärer Machtausübung. Zum Jahrestag des Einmarsches von Truppen des Warschauer Paktes in die Tschechoslowakei am 21. August 1969 verfasste Vaculík mit Rudolf Battěk, Václav Havel, Karel Kyncl, Milan Lakatoš, Vladimír Nepraš, dem Journalisten und Schachmeister Luděk Pachman, dem Historiker Jan Tesař und Pavel Kohout den Appell „Zehn Punkte“ (Deset bodů). Darin lehnten sie die sogenannte „Normalisierung“ ab und ermutigten die tschechoslowakischen Bürger dazu, sich in ihrem Leben nach ihren eigenen Grundsätzen und Werten zu orientieren.
Später war Vaculík einer der Mitbegründer der „Charta 77“, der im Anschluss an die Konferenz für Sicherheit und Zusammenarbeit in Europa (KSZE) gebildeten tschechischen Menschenrechtsgruppierung. Vaculík wurde als Dissident bis zur Wende dauerhaft seitens der staatlichen Sicherheitsbehörden verfolgt und persönlich diffamiert.
In den 1970er Jahren gründete er den Samisdat-Verlag Edice Petlice (Verlag hinter Schloss und Riegel), in dem er in Eigenregie bis 1989 fast 400 Werke verbotener Autoren vertrieb. Darin erschien auch Tagträume. Alle Tage eines Jahres (Petlice 1981, Toronto 1983, Brno 1990), das zu seinen bedeutendsten Werken zählt.
Vaculík verfasste nach der Wende hauptsächlich Feuilletons zu Tagesproblemen.

## Werke (in deutscher Übersetzung)
- Das Beil, übersetzt von Miroslav Svoboda und Erich Bertleff, mit einem Vorwort von Peter Kurzeck und einem Nachwort von Eckhard Thiele. DVA, München 2006 (Tschechische Bibliothek), ISBN 978-3-421-05949-9 (Originaltitel: Sekyra, 1966).
- Die Meerschweinchen, übersetzt von Alexandra und Gerhard Baumrucker. Bucher, Luzern / Frankfurt am Main 1971, ISBN 3-7658-0129-1; Neuauflage: Diaphanes, Zürich 2011, ISBN 978-3-03734-178-0 (Originaltitel: Morčata, 1970).
- Tagträume – Alle Tage eines Jahres, übersetzt von Alexandra Baumrucker. Hoffmann und Campe, Hamburg / Reich, Luzern 1981, ISBN 3-455-08690-X (Originaltitel: Český snář, 1980).
- Ach, Stifter, mit Peter Becher, Vorwort von Ota Filip, übersetzt von Franz Peter Künzel (aus dem Tschechischen) und von Ivan Binar (aus dem Deutschen), zweisprachige Ausgabe, A 1, München 1991, ISBN 3-927743-04-6 (deutsch/tschechisch).

## Auszeichnungen
- 1975 George-Orwell-Preis
- 1978 Egon-Hostovsky-Preis
- 1992 Berner Freiheitspreis
- 1996 Tomáš-Garrigue-Masaryk-Orden (3. Klasse)
- 1997 Erich-Maria-Remarque-Friedenspreis

## Mitgliedschaften
- Obec spisovatelů (Tschechischer Schriftstellerverband)